# Les États-Unis et la drogue - Une guerre sans fin
Pour le film de Mervyn LeRoy, voir The House I Live In (film, 1945).
Pour plus de détails, voir Fiche technique et Distribution.
Les États-Unis et la drogue - Une guerre sans fin (The House I Live In) est un film documentaire américain écrit et réalisé par Eugene Jarecki en 2012.
Il a été présenté au Festival de Sundance 2012, où il a remporté le Grand prix du jury documentaire, la récompense la plus importante du festival.

## Synopsis
Le film traite de la War on Drugs (guerre contre les drogues) qui se déroule aux États-Unis.

## Fiche technique
- Titre : The House I Live In
- Réalisation : Eugene Jarecki
- Scénario : Eugene Jarecki
- Production : Eugene Jarecki et Melinda Shopsin
- Photographie : Sam Cullman et Derek Hallquist
- Musique : Robert Miller (en)
- Genre : film documentaire
- Langue : anglais
- Durée : 107 minutes
- Pays d'origine : États-Unis
- Dates de sortie :
  -  Festival de Sundance 2012 : 20 janvier 2012
  -  États-Unis : 5 octobre 2012

## Distribution
- Charles Bowden
- Gabor Maté
- David Simon
- Carl Hart (en)
- Charles Ogletree (en)
- Michelle Alexander (en)
- Mark W. Bennett (en)
- David M. Kennedy (criminologist) (en)
- Mark Mauer (Director, The Sentencing Project (en)
- Julie Stewart (fondatrice et présidente de Families Against Mandatory Minimums (en))
- Nannie Jeter

## Accueil
Le film a reçu un accueil très positif. Il obtient une note de 93 % sur l’agrégateur de critiques Rotten Tomatoes, basé sur 57 critiques.

## Récompenses
- Festival de Sundance 2012 : Grand prix du jury documentaire
- 2012 : Meilleur film documentaire au African-American Film Critics Association Awards